# Parafia Świętej Trójcy w Kościerzynie
Parafia Świętej Trójcy w Kościerzynie – rzymskokatolicka parafia należąca do dekanatu Kościerzyna, diecezji pelplińskiej. Jest najstarszą w mieście – powołana w 1210. Mieści się przy Placu Jana Pawła II.

## Proboszczowie[1]
- Ks. Władysław Langowski (1947-1958)
- Ks. Marian Szczurkowski (1958-1976)
- Ks. Kazimierz Gierszewski (1976-1988)
- Ks. Jan Weltrowski (1988-1990)
- Ks. Marian Szczepiński (1990-2015)
- Ks. Antoni Bączkowski (2015-)

## Terytorium parafii
Na obszarze parafii leżą ulice w Kościerzynie: 

- Asnyka,
- Brzozowa,
- Budowlanych,
- Cegielnia,
- Chłodna,
- Chojnicka,
- Czapliniec,
- Dębowa,
- Długa,
- Drogowców,
- Dunikowskiego,
- Dworcowa,
- Fałata,
- Gajowa,
- Gałczyńskiego,
- Gdańska,
- Grottgera,
- Inżynierska,
- Jesionowa,
- Kalinowa,
- Kapliczna,
- Karnowskiego,
- Klasztorna,
- Kościelna,
- Kościuszki,
- Kowalska,
- Kossaka, Kolejowa,
- Krótka,
- Kochanowskiego,
- Konopnickiej,
- Klonowa,
- Kasztanowa,
- Kołłątaja,
- Leśna,
- Legionów Polskich,
- 3 Maja,
- 8 Marca,
- Markubowo,
- Miodowa,
- Młyńska,
- Mała Młyńska,
- Mała Dworcowa,
- Mała Kolejowa,
- Mestwina II,
- Matejki,
- Malczewskiego,
- Michałowskiego,
- Mickiewicza (lewa strona),
- Ogrodowa,
- Orzeszkowej,
- osiedle Za lasem,
- Rynek,
- Partyzantów,
- Plebanka,
- Przemysłowa,
- Piechowskiego (część),
- Różana,
- Rynkowa,
- Ratuszowa,
- Rolnicza,
- Reja,
- Rzemieślnicza,
- Reymonta,
- Sędzickiego,
- Skarszewska,
- Skłodowskiej-Curie,
- Słodowa,
- Stolarska,
- Świętopełka,
- Świętojańska,
- Spichlerzowa,
- Szydlice,
- Targowa,
- Tkaczka,
- Towarowa,
- Transportowców,
- Tuwima,
- Topolowa,
- Tetmajera,
- Wyspiańskiego,
- Wita Stworza,
- Wojska Polskiego,
- Wańkowicza,
- Witkacego,
- Wierzysko,
- Wodna,
- Wybudowanie pod Nowy Klincz,
- Źródlana,
- Żeromskiego

Na obszarze parafii leżą miejscowości powiatu kościerskiego, województwa pomorskiego:

- Dębrzyno,
- Dobrogoszcz,
- Juszki,
- Kaliska,
- Kościerska Huta,
- Lizaki,
- Nowa Wieś,
- Nowy Klincz,
- Nowy Podleś,
- Rotembark,
- Rybaki,
- Sarnowy,
- Sycowa Huta,
- Szarlota,
- Szenajda,
- Zielenin